# Autoestrada A5
La Autoestrada A5 (o A5) è un'autostrada portoghese lunga 25 chilometri. Essa parte da Lisbona, fino ad arrivare a Cascais, servendo nel suo percorso anche la città di Estoril.